# Inguraidhoo (Raa-atol)
Inguraidhoo is een van de bewoonde eilanden van het Raa-atol behorende tot de Maldiven.

## Demografie
Inguraidhoo telt (stand september 2006) 765 vrouwen en 832 mannen.